# Système de fortifications d'Amsterdam

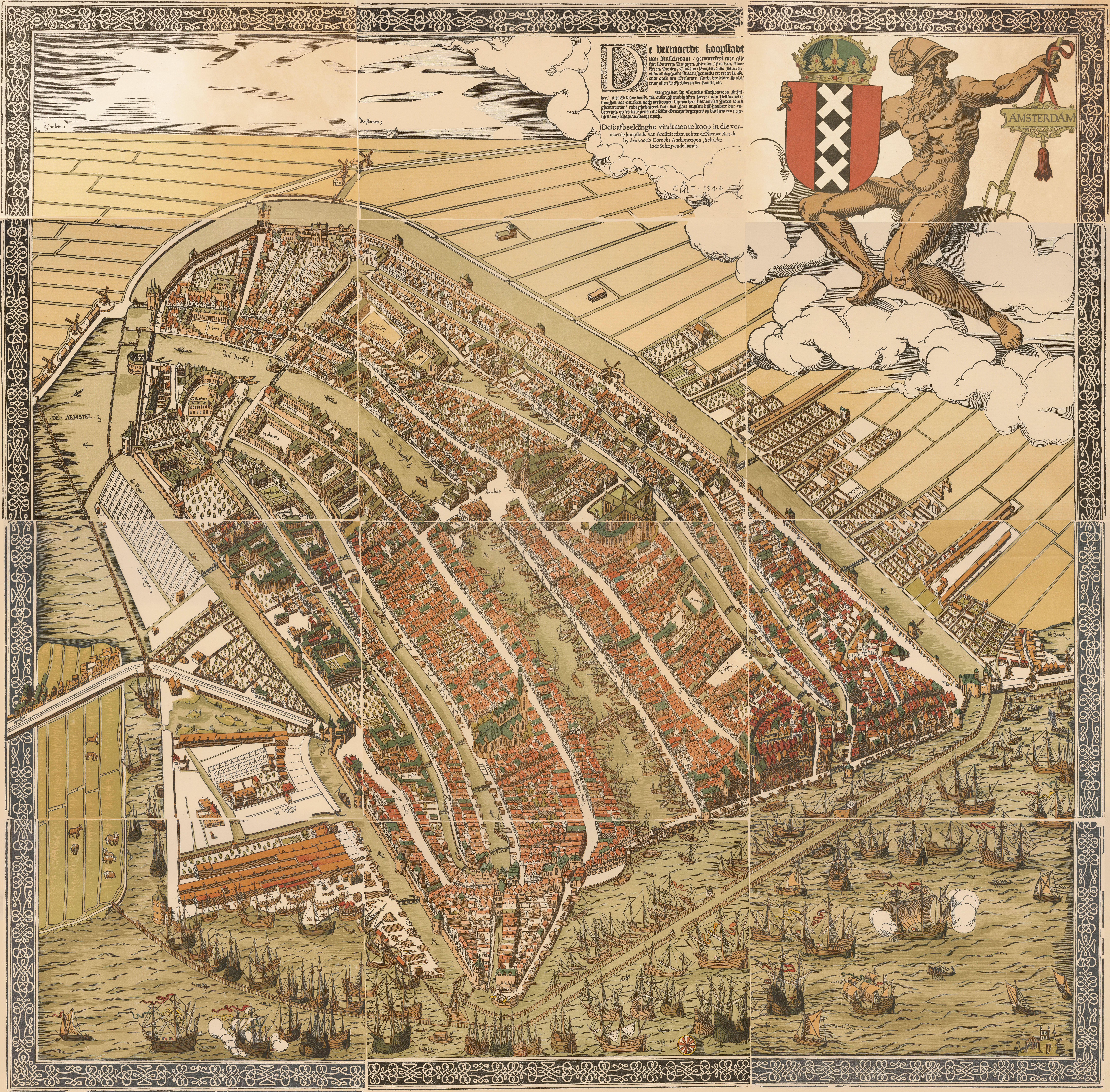
Sur cette carte de Cornelis Anthonisz de 1538, on aperçoit les murs de la ville médiévale, ainsi que ses portes et ses canaux.

Le système de fortifications d'Amsterdam était un dispositif de protection de la ville médiévale contre les envahisseurs potentiels. Celui-ci connut plusieurs évolutions au cours des siècles, et plusieurs bâtiments de la ville, comme le Waag, la Montelbaanstoren ou encore la Schreierstoren témoignent encore de sa présence. Alors que la construction des dernières fortifications de la ville médiévale fut réalisée au XVIIe siècle, à la suite du troisième et du quatrième plan d'expansion de la ville, le système tomba progressivement en désuétude avec la mise en place de la ligne de défense d'Amsterdam au XIXe siècle.

## Histoire des fortifications médiévales

### Des premières fortifications en terre et en bois...

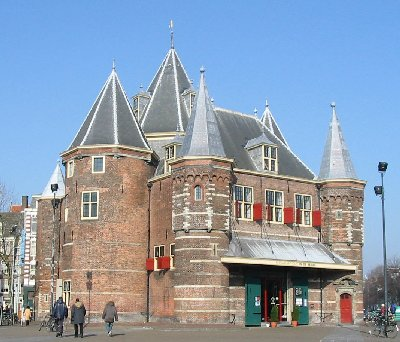
Le Waag était autrefois l'une des portes de la ville, la « porte Saint-Antoine » (Sint Antoniespoort).

Déjà vers 1300, un mur de terre entourait la petite ville d'Amsterdam derrière Nieuwendijk. Les traces de cet ancien mur furent découvertes lors de fouilles archéologiques autour du Nieuwezijds Kolk, en 1994. À la suite du siège d'Amsterdam (1303) (nl), le comte Guillaume Ier de Hainaut accorda à la ville le privilège de se doter d'un système de fortifications. Les Amstellodamois se retrouvèrent ainsi contraints de démolir de nouveau le mur originel. Les limites du quartier de De Wallen (littéralement « les murs ») correspondent à la première ville fortifiée d'Amsterdam.
Le nouveau mur de défense ne fut pas achevé avant 1340. Des deux côtés de la ville, Oudezijde comme Nieuwezijde, et sur les deux rives de l'Amstel, un canal fut creusé, et complété d'un « mur d'enceinte » (burgwal) un mur de terre surplombé par une palissade de bois fut installé. Lorsque de nouveaux murs furent construits vers 1385, le mur existant prit le nom de « avant-mur » (Voorburgwal) et le nouveau mur fut baptisé « arrière-mur » (Achterburgwal), à la fois dans l'Oudezijde et la Nieuwezijde. C'est ainsi que les actuels Oudezijds Voorburgwal, Oudezijds Achterburgwal, Nieuwezijds Voorburgwal et Nieuwezijds Achterburgwal furent créés.
Ce mur d'enceinte initial était doté de trois portes:
- la Sint Olofspoort à l'extrémité de Warmoesstraat
- la Haarlemmerpoort au bout de la Nieuwendijk
- la Bindwijkerpoort au sud, à hauteur de l'actuel Spui.

En 1425, la ville connut un nouvel agrandissement, et un nouveau canal de défense fut creusé. Celui-ci existe toujours sous la forme de segments du Singel, du Kloveniersburgwal et du Geldersekade. Le long de ce canal, un nouveau mur de terre fut construit avec trois nouvelles portes : une nouvelle Haarlemmerpoort, la Sint Antoniespoort (l'actuel Waag) et la Regulierspoort (correspondant à la partie inférieure de l'actuelle Munttoren).

### ...à la construction d'un mur d'enceinte en pierre
À la suite de sa visite d'Amsterdam en 1481, Maximilien Ier du Saint-Empire décida de doter la ville d'un mur d'enceinte en pierre, afin de pouvoir la protéger de possibles attaques de la Principauté d'Utrecht voisine, ou du Duché de Gueldre. Afin de financer sa construction, la ville leva un impôt spécial, connu sous le nom de « centième penning » (honderdste penning). Les travaux débutèrent en 1482, et s'étalèrent sur une vingtaine d'années.

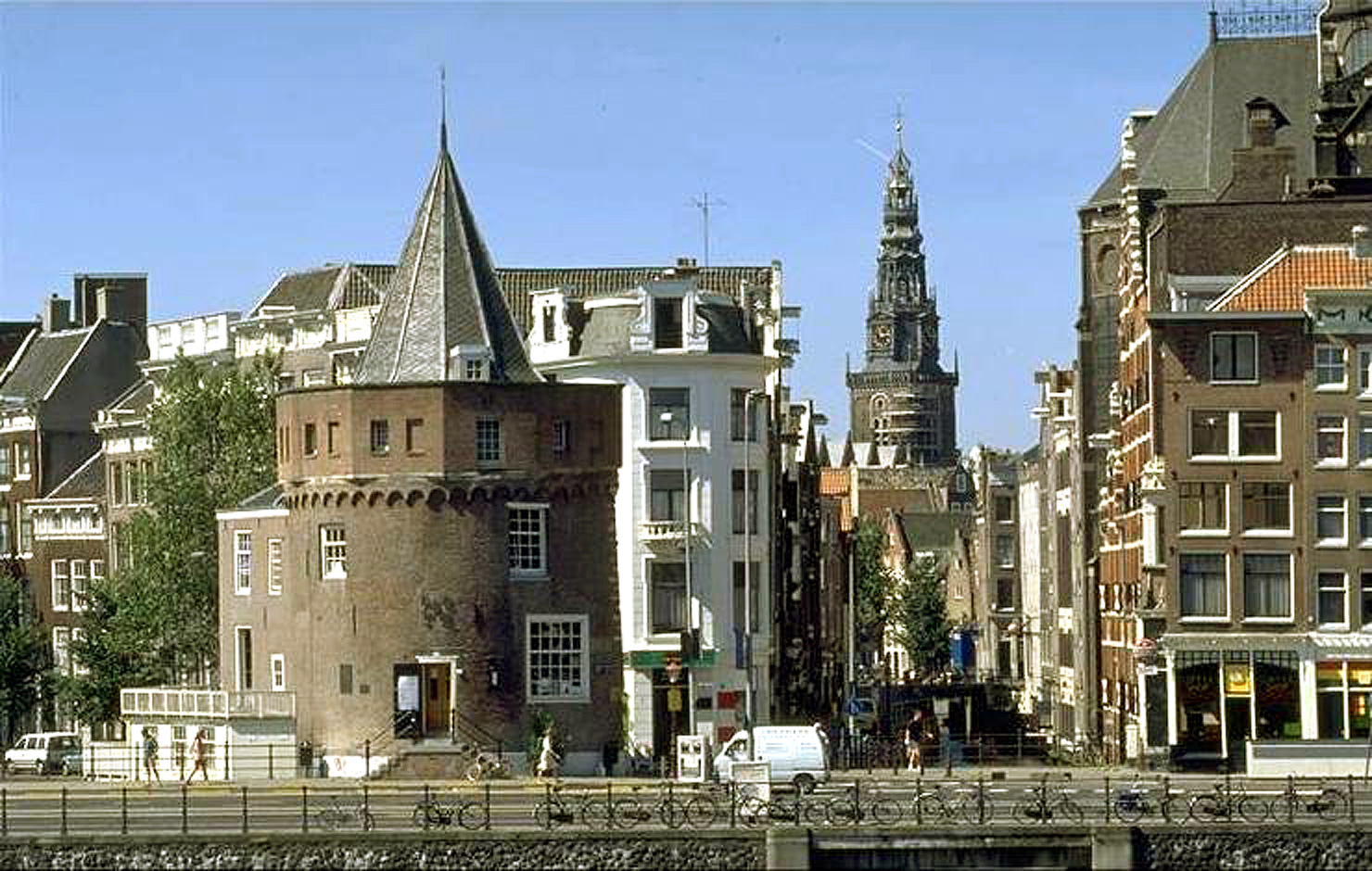
Vue de la Schreierstoren (à gauche).

Le résultat était un mur de 5 à 6 mètres de haut, construit en briques, complétées par des weergangsbogen en pierre sur la partie arrière. Le mur d'enceinte entourait alors l'ensemble de la ville, à l'exception de la partie nord, au niveau du front portuaire de l'IJ. Le mur était soutenu par un ensemble de tours de défense en demi-cercle, dont une seule a survécu, la Schreierstoren situé au bord de l'IJ, et qui fut construite vers 1487,,. La tour Swych Utrecht (nl), qui faisait également partie de la forteresse fut quant à elle détruite en 1882.
Le mur fut inauguré dans l'allégresse en 1494. Ironiquement, la forteresse était déjà désuète au moment où elle fut achevée, du fait de l'invention de la poudre à canon, et du développement de projectiles en fer (boulets de canon) à la place des anciens projectiles en pierre.
Le mur d'enceinte de la ville comportait cinq portes:
- La Haarlemmerpoort
- La Regulierspoort (correspondant à la partie inférieure de l'actuelle Munttoren)
- La Sint Antoniespoort  (l'actuel Waag)
- La Heiligewegpoort
- La Korsjespoort

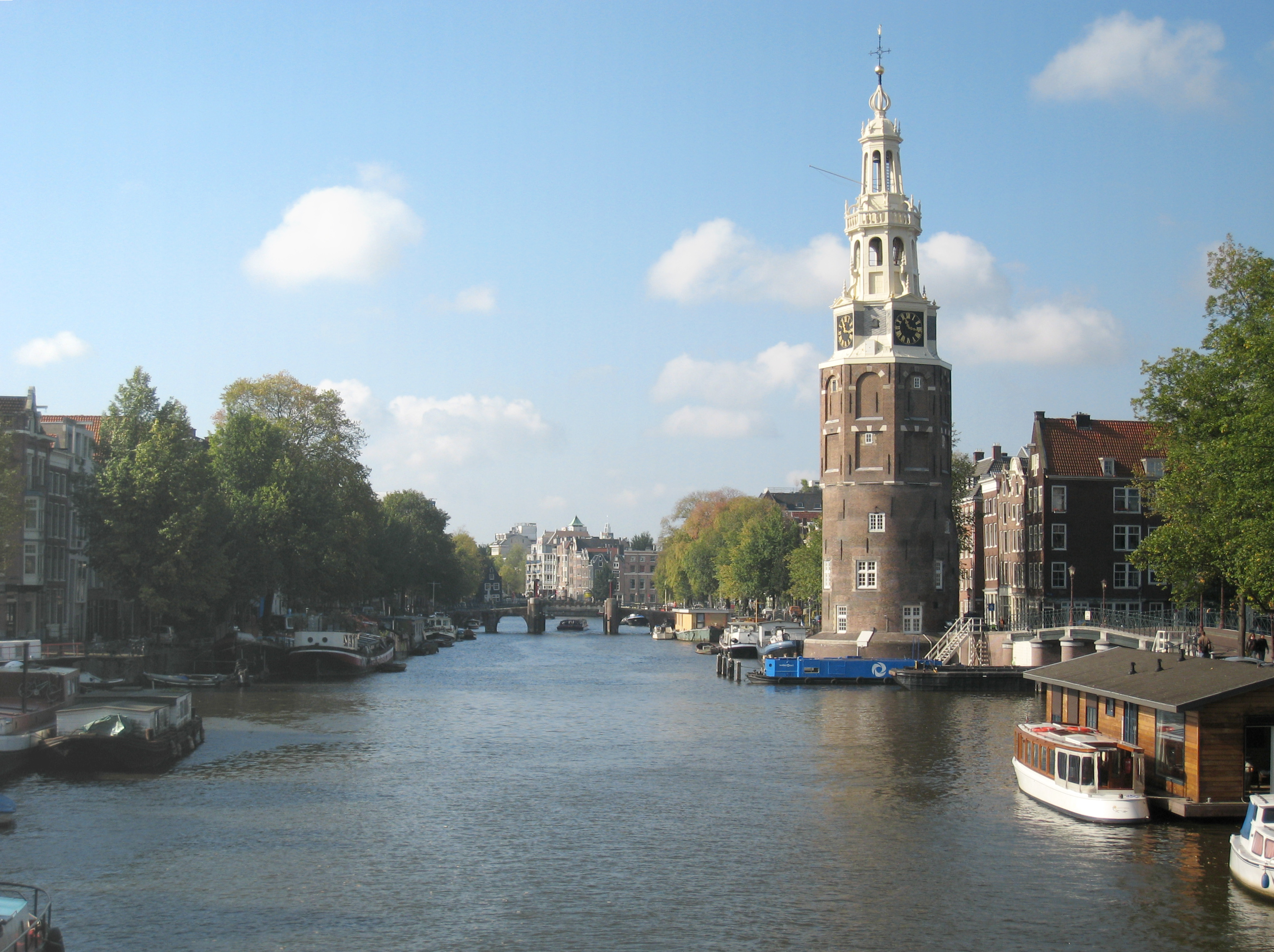
Oudeschans, avec la Montelbaanstoren à sa droite.

En 1512, la ville fut attaquée par des troupes venant de Guèldre, qui pillèrent le quartier du Lastage, qui formait alors la zone industrielle de la ville. Située à l'est de la ville, elle concentrait notamment les chantiers navals. À la suite de ces événements, une nouvelle ramification de l'Amstel fut creusée entre 1515 et 1518 jusqu'au Nieuwe Gracht (l'actuel Oudeschans) pour former un canal de défense de la partie extérieure est de la ville. Le remblai qui fut récupéré lors de la construction permit également de construire une nouvelle muraille de défense de nouveau surplombée par une palissade de bois. Vers 1516, l'actuelle Montelbaanstoren fut rajoutée au dispositif de défense de la ville comme tour de guet.

### XVIIesiècle: ultime fortification

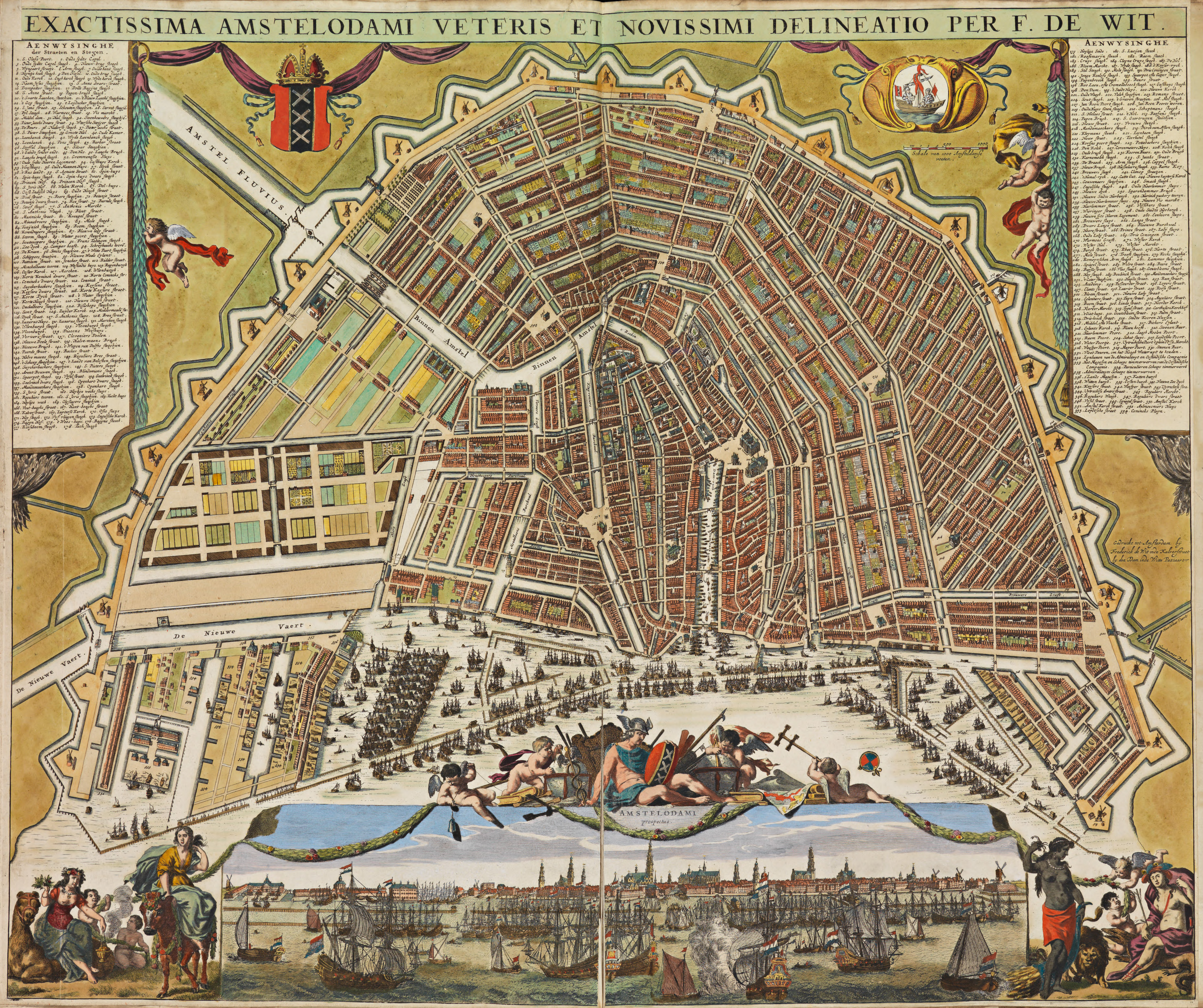
Sur cette carte réalisée par Frederik de Wit en 1699, on peut voir les 26 bastions qui furent construits au XVII.

Au XVIIe siècle, la ville connut une croissante fulgurante. Il fut ainsi décidé de construire un système de 26 bastions autour de la nouvelle ceinture de canaux du Grachtengordel, le long du Singelgracht.
Immédiatement après l'Alteratie, marquée par le passage d'un gouvernement catholique à un gouvernement protestant en 1578, la ville commença à renforcer les points faibles de son système de défense. Au niveau de la Haarlemmerpoort de l'époque, située au niveau de l'actuel Herenmarkt, un premier bastion fut construit. Guillaume Ier d'Orange-Nassau envoya alors Adriaen Anthonisz, son architecte militaire à Amsterdam pour superviser la construction du nouveau système de défense.
En 1585, le gouvernement de la ville prit la décision de compléter le mur d'enceinte de la ville par un mur de terre périphérique, complété par un ensemble de 11 bastions. L'espace situé entre l'ancien et le nouveau mur fut intégralement construit en l'espace de quelques années, dans le cadre du premier et du second plans d'expansion de la ville (Eerste Uitleg et Tweede Uitleg). En 1610, l'architecte de la ville, Hendrick Jacobszoon Staets présenta alors un nouveau projet de fortifications. En 1613, le vroedschap prit la décision de construire un nouvel avant-mur en terre complété de bastions à l'ouest de la ville, à l'emplacement des actuels Marnixstraat et Weteringschans. De nouveaux canaux furent creusés dans le cadre de ce projet, à la fois à l'extérieur des fortifications (le Buitensingel, devenu le Singelgracht) et à l'intérieur, au niveau de l'actuel Lijnbaansgracht). C'est à l'intérieur de ce nouvel espace que la ceinture de canaux fut aménagée dans le cadre du troisième plans d'expansion de la ville (Derde Uitleg).
En 1654, la ville commença à installer de nouvelles fortifications au cours de son quatrième plan d'expansion (Vierde Uitleg), qui fut de loin le plus important pour ce qui était des travaux. La construction des nouvelles fortifications constitua l'un des principaux chantiers de l'époque. En particulier, la nécessité d'installer des poteaux et des palplanches pour soutenir le lourd mur demanda de nombreuses heures de travail supplémentaires. Des milliers de travailleurs transportèrent des charrettes et des brouettes de terre et de sable provenant des dunes et de Gooi. Des dizaines de kilomètres de palplanches furent installés, de même que plusieurs canaux, ponts et autres écluses. Le projet fut finalement réalisé vers 1663.
Le mur reposait sur des fondations de bois de neuf mètres de large, supportées par plus de 100 000 poteaux comportant des traverses. Au-dessus des planches de bois, des arcades souterraines furent fabriquées, 44 par bastion et 47 par courtine, puis recouvertes de terre.
Le nouveau système de défense comportait 26 bastions. Sur les côtés, plusieurs casemates furent installées pour entreposer les canons et les munitions. La plupart des bastions étaient surplombés par des moulins. 

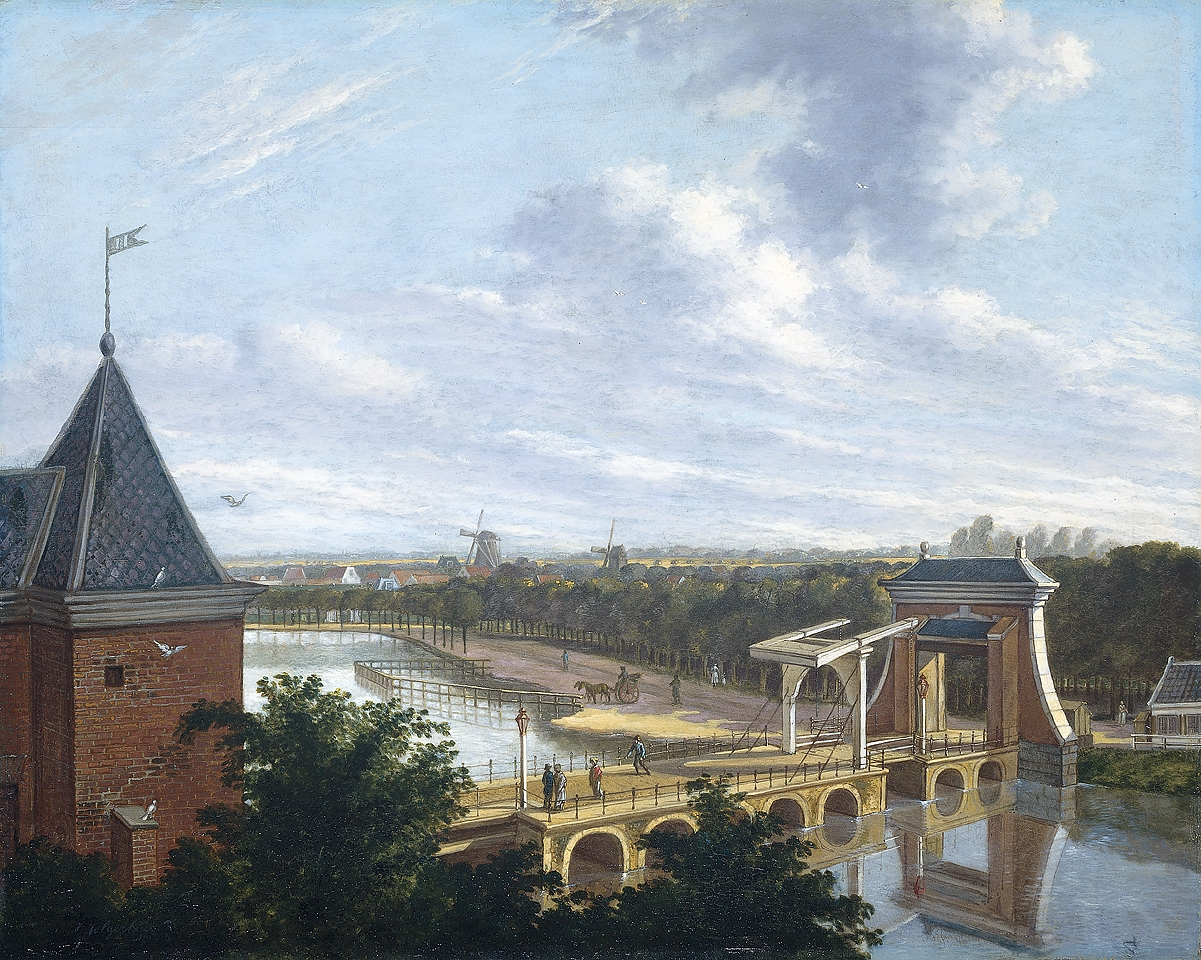
Le Singelgracht près de la Leidsepoort, sur une peinture de Johannes Jelgerhuis (1816).

Au XVIIe siècle, le système de défense de la ville comptait cinq portes principales:
- La Haarlemmerpoort
- La Leidsepoort
- La Utrechtsepoort
- La Weesperpoort
- La Muiderpoort

Ces cinq portes principales étaient complétées par trois portes plus modestes:
- La Weteringpoort
- La Raampoort (Amsterdam) (nl)
- La Zaagmolenpoort (nl)

Le dernier système de défense de la ville ne fut jamais réellement mis à l'épreuve. Durant le Rampjaar, en 1672, la ligne d'eau néerlandaise parvint à retarder l'invasion des troupes françaises. Peu de temps après, les fortifications commencèrent à s'effriter, et à s'effondrer. En 1769, la Muiderpoort commença à s'écrouler, et en 1794, une partie du Reguliersbolwerk s'effondra dans le canal. À la suite de la période franco-batave, les bastions perdirent complètement leur fonction militaire, et furent reconvertis en terrains de jeu. Une promenade, comportant des espaces verts et des arbres fut mise en place au-dessus des anciennes fortifications. Entre 1839 et 1848, la muraille fut progressivement démantelée. La dernière courtine, située entre les bastions de Rijkeroord et Slotermeer, fut détruite en 1862, et également remplacée par un sentier de promenade. Les portes furent conservées, mais se virent attribuer de nouvelles fonctions, comme bureaux, ou postes de douane pour la collecte des accises,.
Durant la révolution industrielle, au cours de la seconde moitié du XIXe siècle, la ville commença à s'étendre au-delà des limites fixées par le système de défense mis en place au cours du XVIIe siècle. Les anciens espaces de loisirs situés en périphérie de la ville furent rapidement construits, et le Singelgracht perdit sa fonction défensive, ce qui conduisit à la démolition des bastions.

## Fortifications modernes

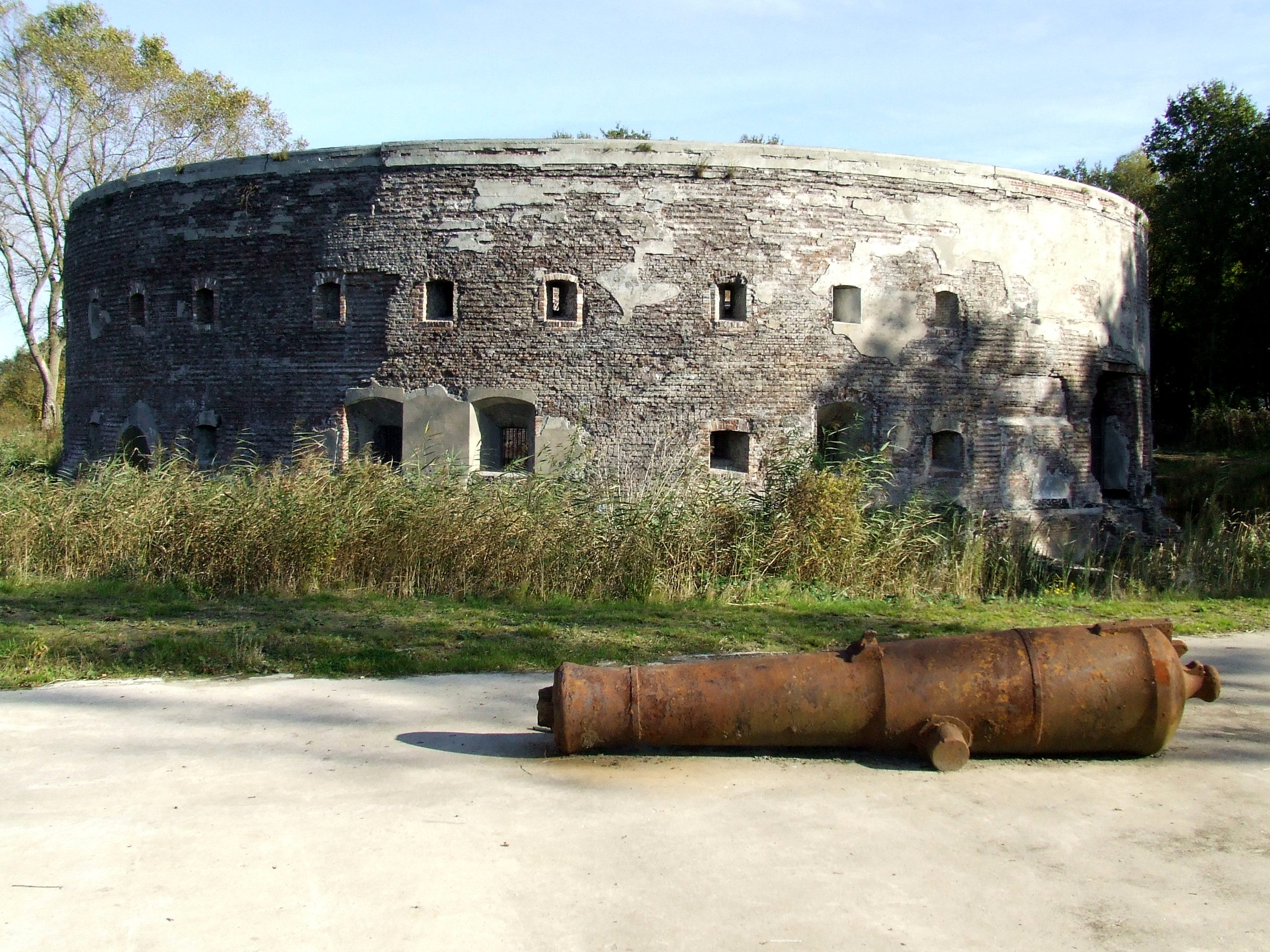
Le fort bij Uitermeer constitue l'un des 42 forts de la Ligne de défense d'Amsterdam.

En 1787, les patriotes érigèrent 27 postes avancés à proximité des sept portes d'accès d'Amsterdam afin de protéger la ville contre la Prusse, et inondèrent les polders situés dans l'intervalle. Les Prussiens ne parvinrent ainsi pas à entrer dans la ville en les franchissant directement, mais parvinrent cependant à les dépasser en profitant des défenses limitées de l'accès via le Haarlemmermeer.
Lors de l'invasion Anglo-Russe de la Hollande en 1799, Corneille Krayenhoff parvint à protéger la capitale avec la Ligne de la Hollande du Nord qu'il fit installer. Les terrains les plus bas situés entre Monnickendam et Krommeniedijk (nl) furent ainsi inondés, tandis que les espaces situés plus en hauteur furent protégés avec des murs de terre et des renforts d'artillerie. Un an plus tard, Krayenhoff mit en place une seconde ligne de défense à l'ouest d'Amsterdam, la Ligne de Beverwijk (nl), composée de trois lignes de demi-lunes séparées d'une distance de 400 mètres. Dix de ces demi-lunes existent toujours aujourd'hui. Une partie des postes construits à l'époque des patriotes fut réutilisée par Krayenhoff dans la construction des Postes de Krayenhoff, une ligne de défense autour de la ville qui fut mise en place entre 1805 et 1810.
Avec la révolution industrielle, la portée et la précision des armes et de l'artillerie augmenta de manière significative. Il fut alors décidé de construire une nouvelle ligne de défense autour d'Amsterdam, à une distance plus importante de la ville comprise dans un rayon de 15 à 20 kilomètres du centre, afin de réduire l'exposition aux armées ennemies. La Ligne de défense d'Amsterdam, qui constituait alors le système de défense le plus moderne et le plus important d'Europe pour ce qui était de la superficie, fut ainsi érigée entre 1880 et 1914. D'une longueur totale de 135 kilomètres, elle contenait 42 forts et quatre batteries. Elle ne fut jamais mises à l'épreuve, mais joua un rôle dissuasif pour les armées ennemies.
En 1914, lors de l'éclatement de la Première Guerre mondiale, la Ligne de Défense, couplée à la Nouvelle Ligne d'eau néerlandaise dissuadèrent ainsi les Allemands de pénétrer aux Pays-Bas.
La ligne de défense est restée intacte en grande partie, et figure sur la liste du Patrimoine mondial depuis 1996,.